# National Health Service
National Health Service (NHS), „Národní zdravotní služba“, je označení pro veřejně financovaný zdravotní systém ve Velké Británii založený v roce 1948. Dělí se podle zemí na NHS in England, NHS Scotland, NHS Wales; Severní Irsko má samostatně vzniklý Health and Social Care (HSC).
Soustava v Anglii používá název National Health Service bez přídomku a v Severním Irsku se nepoužívá pojem National Health Service i když je občas používáno označení NHS. Každý systém pracuje nezávisle na ostatních a politicky je odpovědný příslušnému orgánu Skotska (skotská vláda), Walesu (vláda velšského shromáždění), Severního Irska (severoirská exekutiva) a Anglie (vláda Velké Británie).
Pacient, obyvatel jedné ze zemí Velké Británie, může požádat o poskytnutí zdravotní péče v místě spadajícím pod správu jiného NHS s výjimkou potratů u žen ze Severního Irska, které musí platit za zdravotní péči poskytnutou mimo Severní Irsko. Finanční náležitosti a dokumentace je vypořádána v rámci komunikace mezi jednotlivými systémy NHS.
Jednotlivé systémy NHS:
- National Health Service (Anglie)
- NHS Skotsko
- NHS Wales
- Health and Social Care Severní Irsko